# Monument nacional a Víctor Manuel II
El Monument Nacional a Víctor Manuel II (en italià: Monumento Nazionale a Vittorio Emanuele II), també anomenat Altare della Patria (Altar de la Pàtria), o simplement Il Monumento o Il Vittoriano, és un monument commemoratiu situat a la Piazza Venezia de Roma en honor de la Unificació Italiana i del primer Rei de la Itàlia unificada, Víctor Manuel II.
El monument, construït amb marbre de Botticino, és d'estil neoclàssic amb una gran escalinata, una enorme balaustrada amb colúmnes corínties emmarcada amb propileus coronats per unes quadrigues (afegides el 1924 i el 1927) que representen la Unitat i la Llibertat. L'escalinata està dominada per una escultura eqüestre de 12 metres d'alçada, feta amb bronze, que representa el primer rei de la Unificació, Víctor Manuel II de la Dinastia Savoia. En la seva base hi ha una escultura a la deessa Roma i, des del 1921 també hi ha la Tomba del Soldat Desconegut. A més, el conjunt arquitectònic està completat amb estàtues que representen les principals ciutats italianes i les setze regions en què aleshores estava dividida Itàlia.

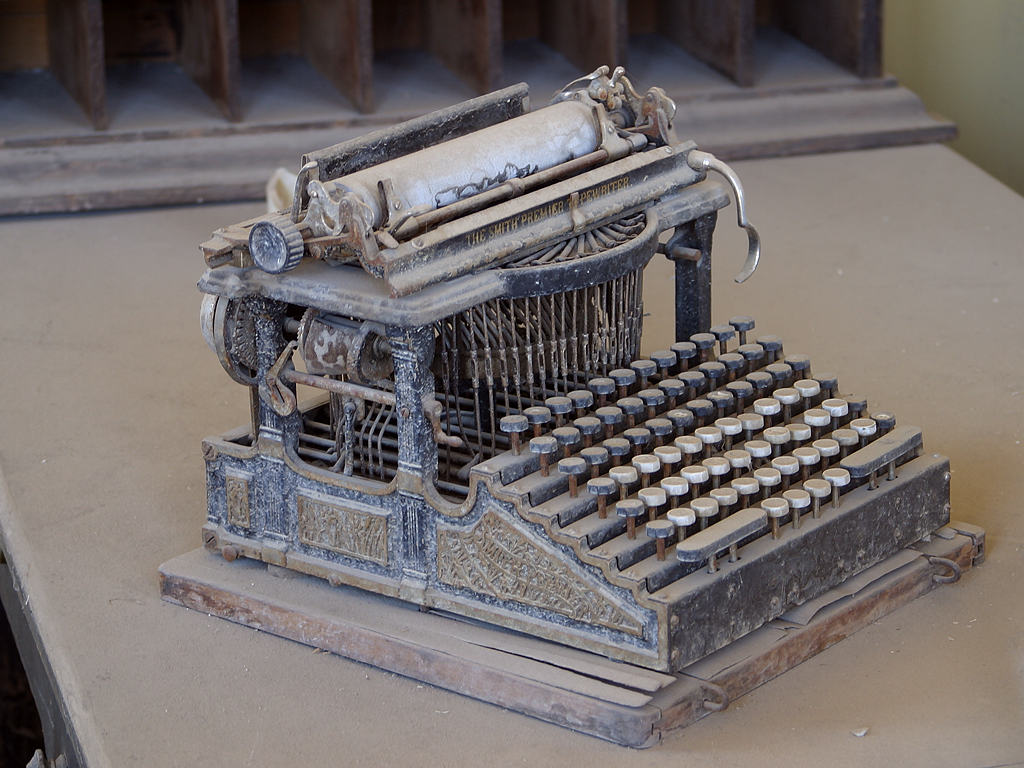
«Màquina d'escriure», malnom del monument en la ironia popular romana

El romans, a qui no agradava gaire l'arquitectura pomposa, van batejar el monument la macchina per scrivere (‘Màquina d'escriure’), com que realment semblava a les màquines d'escriure d'aquesta època.

## Història
El Monument, o Il Vittoriano com sovint se'l coneix, és obra de Giuseppe Sacconi que va guanyar el segon concurs públic que s'obrí el 1882 per a la construcció d'un monument que commememorés la recent unificació del país aconseguida definitivament dinou anys abans, el 1861. El primer concurs internacional data del 1880 però fou anul·lat per defectes de forma. Després de la mort de G. Sacconi, el 1905, les obres continuaren sota la direcció tripartita de Gaetano Koch, Manfredo Manfredi i Pio Piacentini. Hi va treballar a més l'arquitecte Guido Cirilli. El projecte arquitectònic s'inspira en l'Altar de Zeus a Pèrgam i en el Santuari de la Fortuna Primigènia localitzat a Palestrina i que data del segle ii aC. Les obres van començar el 1885 quan el rei Humbert I va col·locar-ne la primera pedra. Per edificar-lo va caldre realitzar nombroses expropiacions i enderrocar edificis propers al Campidoglio. Entre ells es va derruir Torre del papa Pau III, un pont que unia amb el Palazzo Venezia (conegut com a arc de San Marco), tres claustres del convent de l'Ara Coeli i altres edificis medievals. A més es trobaren diferents restes arqueològiques de la Muralla Serviana. En definitiva, el cost total de les obres, situades inicialment entorn del nou milions de lires de l'època, van pujar fins als 27-30 milions. Urbanísticament va donar lloc al disseny actual de la plaça dominada clarament per aquest monument.

## Controvèrsia
Al llarg de la seva història el monument ha estat objecte d'una àmplia discussió com també han canviat les seves finalitats. Utilitzat políticament pel feixisme com un lloc d'exaltació nacional, durant la segona meitat del segle xx va caure pràcticament en l'oblit i fou objecte de múltiples crítiques tant pel seu estil com pels costos històrics de la construcció. Els romans l'anomenaren com la Macchina da scrivere (la Màquina d'escriure, per la similitud amb les més antigues) i també la "sopa anglesa". Finalment a partir de principi del nou segle xxi  sembla que ha canviat percepció per part del públic. En l'actualitat és un monument més que suscita les visites dels turistes. Potser la decisió de l'aleshores president de la República Carlo Azeglio Ciampi el setembre del 2000 de reobrir-lo al públic ha ajudat a la projecció de l'edifici. Des del 2007 hi ha també un ascensor que puja fins a la terrassa on hi ha les dues quadrigues i des d'on es té una visió de la ciutat i en especial del Fòrum Romà i el Campidogglio.

## Espais interns
Des dels anys seixanta del segle xix s'ha anat donant un progressiu ús a l'edifici dotant-lo de diferents infraestructures. El 1969 s'instal·là el Sagrari de la Bandera, recull de les diferents insígnies de combat italianes. Un any després s'inaugurà el Museu al Risorgimento, dedicat a al procés d'unificació dentre el 1815 i el 1871. El Museu es tancà poc després fins al 1979 i fou reobert el 1997. Finalment el 2009 s'obrí per exposar i recordar un període de la història d'aquell país en què es va convertir en un dels grans focus de l'emigració de la població italina més enllà de les seves fronteres. També s'hi organitzen exposicions temporals.

## Comunicacions
Per la seva cèntrica posició, el Vittorianio és accessible per la línia 8 del tramvia i unes línies d'autobús. A 250 metres aproximadament hi ha l'estació de metro de Colosseo de la línia B i està prevista la construcció d'una parada del suburbà romà de la línia C.